# Steffen Lang
Steffen Lang (* 14. August 1993 in Nördlingen) ist ein deutscher Fußballspieler.

## Karriere

### Vereine
Lang spielte in der Jugend zunächst für den FC Pflaumloch und den TSV 1861 Nördlingen. Im August 2007 belegte er mit der C-Juniorenauswahl des Bayerischen Fußball-Verbandes beim DFB-Feriencamp den ersten Platz. Im Juli 2008 wechselte Lang zur Jugendabteilung des VfB Stuttgart. In seiner ersten Saison dort wurde er Deutscher B-Jugend-Meister.
Lang gab bereits als A-Jugendlicher am 22. Februar 2011 in einem Nachholspiel des 20. Spieltags der Saison 2010/11 für die zweite Mannschaft der Stuttgarter in der 3. Profi-Liga gegen den 1. FC Heidenheim sein Profidebüt. Er unterzeichnete beim VfB Stuttgart am 15. Juni 2011 einen bis Ende Juni 2015 datierten Lizenzspielervertrag. Ab der Saison 2011/12 kam er regelmäßig in der Drittliga-Mannschaft der Stuttgarter zum Einsatz und konnte sich ab der Saison 2013/14 durchgehend als Stammspieler durchsetzen, schaffte jedoch nicht den Sprung in die erste Mannschaft.
Im Sommer 2015 verpflichtete ihn der Zweitligist Arminia Bielefeld, bei dem er einen Zweijahresvertrag unterschrieb. Dort erhielt er jedoch kaum Einsatzzeit und bestritt in seiner ersten Saison lediglich ein Zweitligaspiel, stattdessen erhielt er hauptsächlich Spielpraxis in der zweiten Mannschaft der Bielefelder in der Oberliga Westfalen. In seinem zweiten Jahr kam er ab dem Herbst 2016 bis zur Winterpause zu fünf Zweitliga-Einsätzen, davon alle von Beginn an, ehe er ab der Winterpause verletzt ausfiel und für den Rest der Spielzeit nicht mehr in den Spieltagskader zurückkehrte.
Nach Ablauf seines Vertrages wechselte er im Sommer 2017 zum Regionalligisten FC Viktoria Köln, bei dem er sich als Stammspieler durchsetzen konnte. Mit Viktoria Köln wurde er 2019 Meister der Regionalliga West und stieg in die 3. Liga auf.
Im Sommer 2020 wechselte er für eine Saison zum Drittligaaufsteiger SC Verl. Zu Beginn der Saison bestritt er dort noch zehn Spiele jeweils von Beginn an, ehe er verletzungsbedingt einen Großteil der Saison verpasste und zu keinem weiteren Einsatz mehr kam. Der Vertrag wurde nach der Saison nicht verlängert. Lang beendete daraufhin seine Profikarriere und kehrte in seine Heimatregion zurück, wo er sich im Amateurbereich im Januar 2022 dem Verbandsligisten TSV Essingen anschloss. 2023 stieg er mit dem Verein in die Oberliga Baden-Württemberg auf.

### Nationalmannschaft
Lang bestritt ein Länderspiel für deutsche Nachwuchsnationalmannschaften, als er am 23. August 2011 gegen Estland für die U19-Nationalmannschaft zum Einsatz kam. Bei seinem Debüt erzielte er das Tor zum 3:0-Endstand. Dies blieb jedoch sein einziges Länderspiel.

## Titel und Erfolge
- 3.-Liga-Aufstieg und Meister der Regionalliga West 2018/19 mit Viktoria Köln
- Mittelrheinpokalsieger: 2017/18 (mit Viktoria Köln)